# Comté de Lucas (Ohio)
Pour les articles homonymes, voir Comté de Lucas.
Le comté de Lucas (en anglais : Lucas County) est un des 88 comtés de l'État de l'Ohio, aux États-Unis.
Son siège est fixé à Toledo.

## Géographie

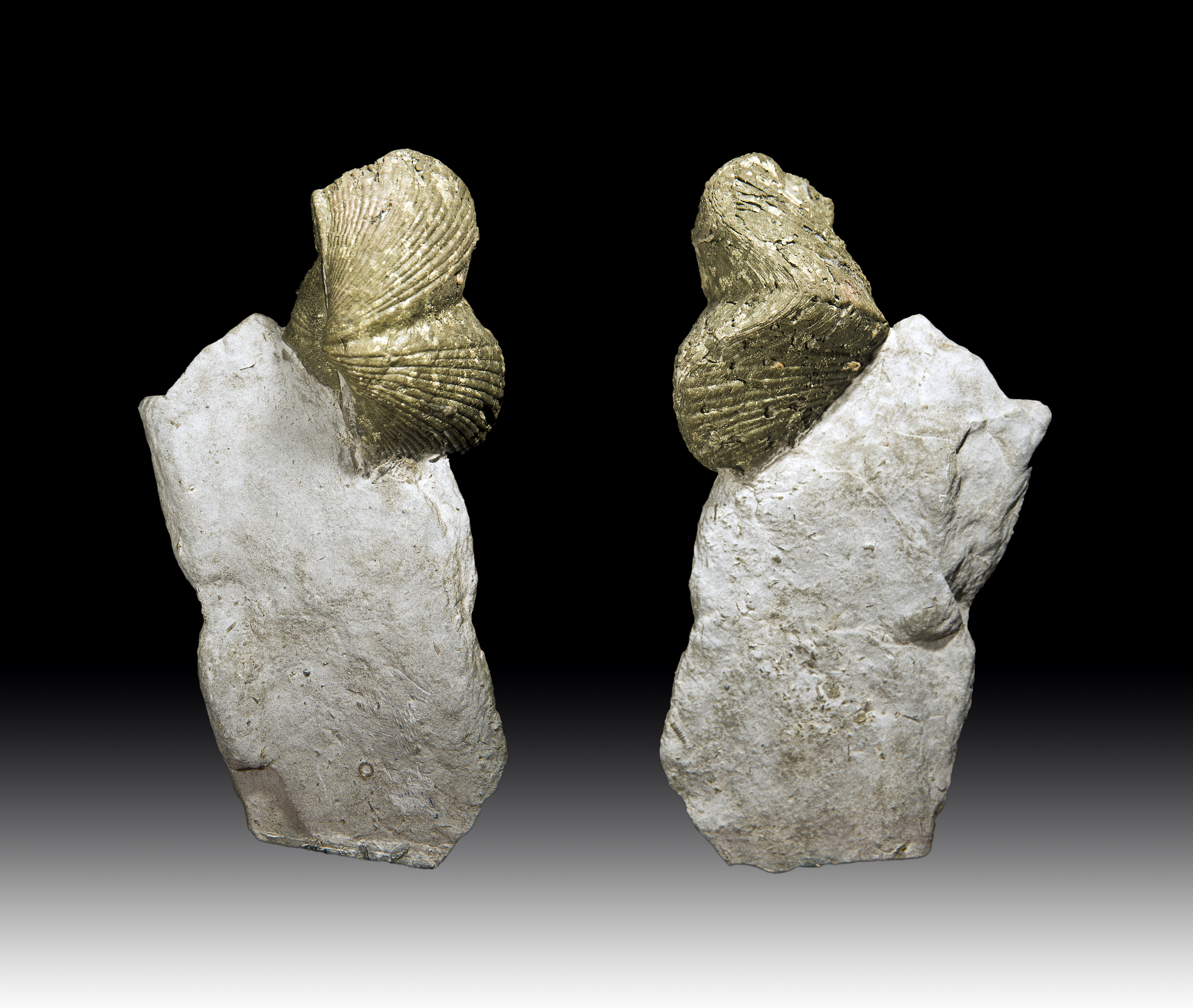
Coquillage du dévonien de Silvania

Selon les données du Bureau du recensement des États-Unis, le comté de Lucas  a une superficie de 1 543 km² (soit 596 mi²), dont 882 km² (soit 340 mi²) en surfaces terrestres et 662 km² (soit 255 mi²) en surfaces aquatiques.

## Comtés limitrophes
- Comté de Monroe, au nord, dans l'État du Michigan
- Comté d'Essex, au nord-est, au-delà du lac Érié, dans la province canadienne de l'Ontario
- Comté d'Ottawa, au sud-est
- Comté de Wood, au sud
- Comté de Henry, au sud-ouest
- Comté de Fulton, à l'ouest
- Comté de Lenawee, au nord-ouest, dans l'État du Michigan

## Démographie
Le comté était peuplé, lors du recensement de 2000, de 455 054 habitants.

## Transports
- Aéroport de Toledo Express